# 3114 Ерсілла
3114 Ерсілла (3114 Ercilla) — астероїд головного поясу, відкритий 19 березня 1980 року.
Тіссеранів параметр щодо Юпітера — 3,486.